# Canto enfermo - En vivo en el Cuzco
Canto Enfermo - En vivo en el Cuzco es un disco de la banda de rock peruana Leusemia grabado en vivo en el 2001 durante un concierto en la ciudad del Cuzco.

## Lista de canciones
1. Presentación
2. Memorias
3. El espejismo de los sentenciados
4. Distancias
5. Imago
6. Sed de sed
7. Yo pienso en ti
8. La leyenda inmortal del rey rojo
9. El asesino de la ilusión
10. La karakola subterránea
11. El oso (cover de Moris)
12. La romanza de la av. del Asfalto
13. Al kolegio no voy más
14. Por las sendas del pastel
15. Demolición (cover de Los Saicos)
16. Instantes Eternos

- Datos: Q5747899